# 丸紅プライベートリート投資法人
丸紅プライベートリート投資法人（まるべにプライベートリートとうしほうじん）は、東京都千代田区にある投資法人（私募リート）。スポンサーは丸紅グループ。

## 概要
丸紅グループの私募リートとして2012年に設立された。資産運用会社は、丸紅100%出資の丸紅アセットマネジメントである。
資産総額（取得価格合計）は、第1期（2015年1月）は4物件339億円だったが、第15期（2022年1月）は67物件3,002億円まで成長している。

## 沿革
- 2014年8月6日 - 設立企画人（丸紅アセットマネジメント株式会社）による投信法第69条に基づく設立にかかる届出
- 2014年8月13日 - 投信法第166条に基づく設立の登記、本投資法人設立
- 2014年8月15日 - 投信法第188条に基づく登録の申請
- 2014年8月27日 - 内閣総理大臣による投信法第187条に基づく登録の実施（登録番号：関東財務局長 第94号）

## ポートフォリオ
組入物件一部は以下の通り。
- みなとみらいグランドセントラルタワー